# Alexander Jacobus Romijn

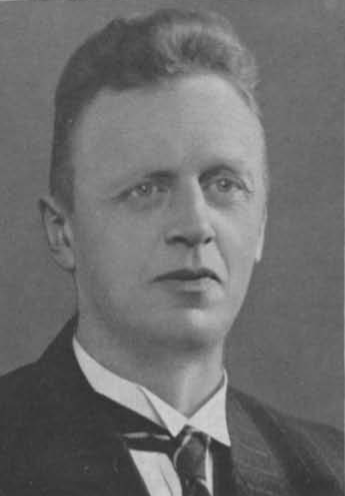
Burgemeester A.J. Romijn

Alexander Jacobus Romijn (Apeldoorn, 29 maart 1897 – Hengelo, 21 december 1965) was een Nederlands politicus van Liberale Staatspartij.
Hij werd geboren als zoon van Gijsbert Romijn (1868-1930; apotheker) en Cornelia van Eck (1869-1954). Hij is afgestudeerd in de rechten aan de Rijksuniversiteit Leiden.  Romijn was ongeveer vijf jaar werkzaam als advocaat voor hij in 1936 benoemd werd tot burgemeester van Winschoten. Begin 1942 werd hij ontslagen waarna die gemeente een nationaalsocialistische burgemeester kreeg. Romijn keerde na de bevrijding in 1945 terug als burgemeester van Winschoten. Hij ging in 1962 met pensioen. 
In 1965 overleed hij op 68-jarige leeftijd in het Hengelose Julianaziekenhuis.